# Crazy Taxi
Crazy Taxi és el primer videojoc de la saga Crazy Taxi creat per Hitmaker i produït per Sega. Fou llançat en la seua versió arcade en 1999 i per a Dreamcast en 2000, posteriorment fou versionat per a les consoles PlayStation 2 i GameCube i per a PC en l'any 2001.

## Jugabilitat
El jugador pot triar algun dels quatre taxistes (Axel, B.D Joe, Gena i Gus) per recollir persones i portar-les cap a on indica la fletxa de direcció abans que el temps s'acabi.
El principal objectiu del joc és recollir als clients i portar al seu destí triat el més aviat possible. En el transcurs del trajecte, es pot guanyar diners mitjançant la realització de trucs, com contactes amb altres vehicles. El jugador es dirigeix a la destinació dirigit per una gran fletxa verda a la part superior de la pantalla. La fletxa no s'ajusta sobre la base dels obstacles, sinó que més aviat apunta en la direcció general de la destinació. Una vegada que el jugador arriba a la destinació, ha de deixar-lo dins d'una zona especificada. Quan s'arriba a la destinació, se sumen la tarifa del client més el total de diners que el jugador ha guanyat, una puntuació que s'atorga segons el temps que el jugador ha trigat a completar el recorregut. Si el temporitzador del client s'esgota abans que el jugador arriba al seu destí ell salta fora del taxi.
Sota les regles d'arcade, el jugador comença amb un termini inicial d'un minut, que pot ampliar-se a través de bons de temps guanyats en lliuraments fets de forma ràpida.
Les versions de consola també disposen d'una forma de joc coneguda com a Crazy Box, un conjunt de mini-jocs que inclouen reptes com ara recollir i deixar a un nombre de clients dins d'un termini, les bitlles utilitzant el taxi com una pilota, i fer esclatar els globus gegants en un camp.
La versió arcade del joc inclou seixanta nivells i un addicional d'"Original" (etapa afegida per a les versions de consola). Tots dos nivells estan basats en l'assolellada ciutat de Califòrnia, amb turons costeruts i altres semblances amb la ciutat de Sant Francisco (Califòrnia).
Segons la manera que es triï (fàcil, mitjà, difícil), a més de variar el temps obtingut, també augmenta considerablement el trànsit, la qual cosa dificulta la circulació.

## Música
En la seva banda sonora van participar els grups The Offspring i Bad Religion.

## Recepció
Les vendes del joc foren generalment altes, sent la versió de Dreamcast el segon joc més important en vendes de Dreamcast als Estats Units de l'any 2000 amb la venda de gairebé 750.000 unitats, i tant les versions de Dreamcast com de PlayStation 2 van superar el milió d'unitats en general. La versió de PlayStation 2 va rebre un premi de "Platinum" de lAssociació d'Editors de Programes d'Entreteniment i Oci (ELSPA), indicant vendes de com a mínim 300.000 còpies al Regne Unit. Les vendes de Xbox Live Arcade per al 2011 també van ser altes i el joc va moure gairebé 100.000 unitats.
La versió de Dreamcast de "Crazy Taxi" va ser aclamada per la crítica, amb una mitjana del 90% a la pàgina del joc de videojocs GameRankings basada en 37 comentaris. També han rebut les parts posteriors del joc revisions generalment positives, però tenia una tendència a la disminució de les puntuacions mitjanes. El de PlayStation 2 tenia una mitjana del 79% a GameRankings i 80/100 a Metacritic, respectivament. El següent, per al GameCube va ser inferior, amb puntuacions agregades del 70% i 69/100. El joc de PC era el que va obtenir el valor més baix dels tots, amb una mitjana del 56% a GameRankings.
Els crítics generalment van lloar el joc en general. Brandon Justice, de IGN, va dir: "No puc insistir suficientment en el joc addictiu." Del joc de Dreamcast Game Revolution, el revisor va afirmar " Un gran joc d'arcade es va convertir en un bon joc casolà. " Van notar encara més l'alta dificultat del joc i van afegir que mentre el joc era difícil no era frustrant. Michael Goncalves, de PALGN, va afegir que el joc era un títol d '"amor o odi", afegint que "si t'agrada, apreciaràs el joc i et tocarà el teu cor". Goncalves també es va adonar que el joc presentava ocasionalment errors de disseny gràfic. Les crítiques es van dividir entre els llançaments pel que fa a la banda sonora del joc. PALGN va citar Bad Religion i The Offspring com a punt culminant del joc, mentre que la de Game Revolution va considerar que les pistes eren repetitives.  El revisor de GameSpot, Jeff Gerstmann, va considerar que la banda sonora era subjectiva a les preferències personals, i que" voldríeu posar cap amunt el volum o activar la música fins al final. " En una revisió sobre la banda sonora alterada de la versió per a PC, el encarregat de la revisió de GameSpot, Andrew Park, va considerar que la nova música estava bé per al joc. No obstant això, van criticar la versió per a PC per a problemes de 'frame rate' i van recomanar la versió de Dreamcast en el seu lloc.
James Bottorff de The Cincinnati Enquirer va donar a la versió de Dreamcast tres estrelles i mig de quatre i va declarar que "l'únic error a Crazy Taxi és la manca de longevitat. El joc pot esser fatigós després de múltiples reproduccions. Tanmateix, la diversió que es fa en la seva curta durada de vida fa que sigui una addició útil a la vostra biblioteca de jocs. " Tanmateix, Maxim va donar a la mateixa versió una puntuació de sis de cada deu i va dir: "No ens agrada com els molests vianants sempre aconsegueixen esquivar la seva cabina, però els gràfics de la ciutat de San Francisco són increïblement detallats. " Al Japó,  Famitsu  va donar a la versió de Dreamcast una puntuació de 34 sobre 40, and the PS2 version 30 out of 40. GameFan va donar a la versió de Dreamcast una puntuació del 96%, mentre que la revista) Edge va donar a les versions Dreamcast i PS2 una puntuació de set sobre 10.
Hilary Goldstein, de l'IGN, parlant de la versió per XBOX Live va afegir que "gairebé no té profunditat a Crazy Taxi, però això està bé".> Goldstein va elogiar el fet que el joc quedés fidel a la font original. No obstant això, va considerar que la manca de la banda sonora original "mata a la meitat les raons per triar Crazy Taxi de nou." La crítica també va apuntar a la manca d'actualitzacions visuals, com ara models i textures de major resolució 'Dave Rudden de GamePro també va felicitar el fet que la versió fos fidel a l'original. Rudden es va fer ressò dels comentaris de Goldstein pel que fa a visuals pobres, i va afirmar que tenia "models de caràcters lletjos i cotxes de trànsit". Robert Workman de GameZone va elogiar el joc per seguir les seves arrels de Sega; va afirmar que "Crazy Taxi no és només un viatge nostàlgic, sinó també un meravellós estabilitzador d'estrès i un joc divertit i complet". Russ Pitts de The Escapist li va donar quatre estrelles de cinc i va dir: "Malgrat els gràfics antics i altres problemes tècnics," Crazy Taxi "us recordarà per què us encanten els jocs de conducció - i qui va començar aquest incendi. És un joc que és divertit jugar en ràfegues curtes que es convertiran en més i més llargues, a mesura que més us dediqueu a ell. " No obstant això, Daniel Feit de Wired li va donar una puntuació de sis estrelles de deu, dient: "La jugabilitat és pura repetició; diversió a curtes explosions però amb una atracció poc duradora."

## Seqüeles
L'èxit de Crazy Taxi va portar a Sega a produir diverses seqüeles com són Crazy Taxi: Catch a Ride (2003), Crazy Taxi: Fare Wars (2003), Crazy Taxi 2 (2001) i Crazy Taxi 3: High Roller (2002).
Una compilació de "Crazy Taxi" i "Crazy Taxi 2" va ser llançada el 2007 per a PlayStation Portable. Una entrada exclusiva per a mòbils de la sèrie, titulada  Taxi Crazy: City Rush , es va llançar a les botigues d'aplicacions iOS i Google Play el 2014.

## Guies No Oficials
Les següents publicacions espanyoles, van publicar una guia no oficial del joc:
- Revista Oficial Dreamcast Nº4.
- Screen Fun Nº16.